# Grimmia laevidens
Grimmia laevidens är en bladmossart som beskrevs av Brotherus 1892. Grimmia laevidens ingår i släktet grimmior, och familjen Grimmiaceae. Inga underarter finns listade i Catalogue of Life.